# Dicentria stridula
Dicentria stridula är en fjärilsart som beskrevs av William Schaus 1908. Dicentria stridula ingår i släktet Dicentria och familjen tandspinnare. Inga underarter finns listade i Catalogue of Life.